# تلمبة ساسان محبي (جهاد أباد كرمان)
تلمبة ساسان مهیمي (بالإنجليزية: Tolombeh-ye Sasan Mohimi)‏ هي منطقة سكنية تقع في إيران في البلدة المركزية. يقدر عدد سكانها بـ 51 نسمة .